# Rüdiger Stutz
Rüdiger Stutz (* 1957 in Bernburg (Saale)) ist ein deutscher Historiker mit dem Schwerpunkt regionale Wirtschafts- und Sozialgeschichte sowie Universitätsgeschichte.

## Leben und Werk
Stutz machte 1975 sein Abitur an der Erweiterten Oberschule in Bernburg. Anschließend leistete er seinen Wehrdienst bei der NVA. Nach dem Lehramtsstudium für Geschichte und Deutsch an der Universität Jena (Diplom 1981) weilte Stutz als Forschungsstudent 1981 weiter in Jena und an der Akademie der Wissenschaften der DDR in Ost-Berlin. In Jena wurde er 1985 mit einer Arbeit über die „politische Entwicklung Eduard Stadtlers (1918–1933)“ promoviert. Zwischen 1984 und 1992 war Stutz wissenschaftlicher Assistent an der Sektion Geschichte bzw. am 1990/91 neugegründeten Historischen Institut in Jena. Bis 1993 war er Mitarbeiter des Vereins für die Stadt-, Universitäts- und Studentengeschichte Jenas (heute Verein für die Universitäts- und Stadtgeschichte Jenas e. V.). Seit 1993 war er Wissenschaftlicher Mitarbeiter zunächst des Lehrstuhls für Neuere und Neueste Geschichte und seit 2001 im Sonderforschungsbereich 580 der Deutschen Forschungsgemeinschaft (DFG).
Seit 2008 ist Stutz der Stadthistoriker der Stadt Jena.

## Schriften (Auswahl)

### Aufsätze
- Der Traum von Technopolis. Aufsätze zur Jenaer Stadt- und Unternehmensgeschichte, 1870er bis 1970er Jahre, Janos Stekovics: Dößel 2012.
- mit Jürgen John: Die Jenaer Universität 1918–1945, in: Traditionen – Brüche – Wandlungen. Die Universität Jena 1850–1995, Böhlau, Köln [u. a.] 2009, S. 270–587.
- mit Willy Schilling: NS-Gau Thüringen. Der Sauckel-Wächtler-Konflikt, in: Kurt Pätzold, Erika Schwarz (Hrsg.): Europa vor dem Abgrund. Das Jahr 1935, Papy Rossa: Köln 2005, S. 164–176.
- Die „Kinder des Ökonomismus“ in der kirchlichen Jugend- und betrieblichen Gewerkschaftsarbeit. Sozialvisionen unter Angehörigen der 1950er Altersjahrgänge, in: Tanja Bürgel, Lutz Niethammer, ders. (Hrsg.): Erfahrungsräume und Erwartungshorizonte im ostdeutschen Generationenumbruch (= Mitteilungen des SFB 580, Heft 12), Jena 2004, S. 11–18.
- Der Jena-Weimar-Plan 1932. Anliegen und Hintergründe, in: Jürgen John, Volker Wahl (Hrsg.): Zwischen Konvention und Avantgarde. Doppelstadt Jena-Weimar (= Bausteine zur Jenaer Stadtgeschichte, Band 2), Böhlau: Köln/Weimar/Wien 1995, S. 359–368.
- Werkluftschutz und innerbetriebliche Konfliktlagen bei Zeiss Jena (1942–1945), in: Werner Bramke, Ulrich Heß (Hrsg.): Sachsen und Mitteldeutschland. Politische, wirtschaftliche und soziale Wandlungen im 20. Jahrhundert, Böhlau: Köln/Weimar/Wien 1995, S. 337–358.
- Im Schatten von Zeiss. Die NSDAP in Jena, in: Detlev Heiden, Gunther Mai (Hrsg.): Nationalsozialismus in Thüringen, Böhlau: Köln/Weimar/Wien 1995, S. 119–142.
- mit Mario Schiek: Zur Geschichte der Stadt Jena nach 1930, in: Jenaer stadtgeschichtliche Beiträge (= Bausteine zur Jenaer Stadtgeschichte, Band 1), Apolda 1993, S. 79–109.

### Herausgeberschaften
- mit Matias Mieth: Jena. Lexikon zur Stadtgeschichte, Tümmel-Verlag: Berching 2018.
- mit Peter Fauser, Jürgen John und Christian Faludi (Mitarb.): Peter Petersen und die Jenaplan-Pädagogik. Historische und aktuelle Perspektiven. Steiner, Stuttgart 2012, ISBN 978-3-515-10208-7.
- mit Monika Gibas, Justus H. Ulbricht: Couragierte Wissenschaft. Eine Festschrift für Jürgen John zum 65. Geburtstag. Glaux, Jena 2007, ISBN 978-3-940265-09-8.
- mit Joachim Hendel, Uwe Hoßfeld, Jürgen John, Oliver Lehmuth: Wege der Wissenschaft im Nationalsozialismus. Dokumente zur Universität Jena, 1933–1945. Steiner, Stuttgart 2007, ISBN 978-3-515-09006-3.
- mit Uwe Hoßfeld, Jürgen John, Oliver Lehmuth: „Kämpferische Wissenschaft“. Studien zur Universität Jena im Nationalsozialismus. Böhlau, Köln/Weimar/Wien 2003, ISBN 978-3-412-04102-1.
- Macht und Milieu. Jena zwischen Kriegsende und Mauerbau. Hain, Rudolstadt/Jena 2000.